# Kai Falkenthal
Kai Falkenthal (Berlín, 8 de mayo de 1965) es un deportista alemán que compitió en vela en la clase Star.
Ganó una medalla de bronce en el Campeonato Mundial de Star de 1993 y dos medallas de plata en el Campeonato Europeo de Star, en los años 1991 y 1994.

## Palmarés internacional
| \| Campeonato Mundial \| Campeonato Mundial \| Campeonato Mundial \| Campeonato Mundial \| \| Año \| Lugar \| Medalla \| Clase \| \| ------------------ \| ---------------------- \| ------------------ \| ------------------ \| \| 1993 \| Kiel (Alemania) \| Medalla de bronce \| Star \| \| Campeonato Europeo \| \| \| \| \| Año \| Lugar \| Medalla \| Clase \| \| 1991 \| Balatonfüred (Hungría) \| Medalla de plata \| Star \| \| 1994 \| Porto Rotondo (Italia) \| Medalla de plata \| Star \| |                        |                   |       |
| Campeonato Mundial |                        |                   |       |
| Año | Lugar                  | Medalla           | Clase |
| 1993 | Kiel (Alemania)        | Medalla de bronce | Star  |
| Campeonato Europeo |                        |                   |       |
| Año | Lugar                  | Medalla           | Clase |
| 1991 | Balatonfüred (Hungría) | Medalla de plata  | Star  |
| 1994 | Porto Rotondo (Italia) | Medalla de plata  | Star  |